# .sb
A .sb a Salamon-szigetek internetes legfelső szintű tartomány kódja, melyet 1994-ben hoztak létre.

## Második szintű tartománykódok

### Korlátlan regisztráció
- com.sb
- net.sb

### Korlátozott regisztráció
- edu.sb
- org.sb
- gov.sb